# Nazionale femminile under 20 di calcio degli Stati Uniti d'America
La Nazionale femminile under 20 di calcio degli Stati Uniti d'America è la rappresentativa di calcio femminile degli Stati Uniti d'America riservata alle calciatrici con età massima di 20 anni. Gestita dalla Federazione calcistica degli Stati Uniti d'America (United States Soccer Federation - USSF) partecipa al campionato mondiale di categoria, del quale, con tre vittorie, un terzo e un quarto posto, è una delle rappresentative più titolate del torneo a pari merito, al 2024, alla Corea del Nord e alla Germania.

## Palmarès
- Campionato mondiale femminile under 20 di calcio: 3

2002, 2008 e 2012

## Partecipazioni alle competizioni internazionali

### Campionato mondiale Under-20
- 2002: Campione
- 2004: Terzo posto
- 2006: Quarto posto
- 2008: Campione
- 2010: Quarti di finale
- 2012: Campione
- 2014: Quarti di finale
- 2016: Quarto posto
- 2018: Primo turno
- 2022: Primo turno
- 2024: Terzo posto

## Selezionatori
- Shannon Higgins-Cirovski (1998-1999)
- Jay Hoffman (1999)
- Steve Swanson (2000)
- Tracey Leone (2001-2004)
- Mark Krikorian (2004-2005)
- Tim Schulz (2005-2006)
- Jill Ellis (2007)
- Tony DiCicco (2008)
- Jill Ellis (2009-2010)
- Dave Chesler (2010-2011)
- Steve Swanson (2011-2012)
- Michelle French (2013-2017)
- Jitka Klimková (2017-2019)
- Mark Carr (2019)
- Laura Harvey (2020-2021)
- Tracey Kevins (2021-)

## Tutte le rose

### Mondiale Under-20
Campionato mondiale femminile under 20 FIFA 20081 Naeher, 2 Fountain, 3 Klingenberg, 4 Harkin, 5 Dallstream, 6 Reed, 7 Mautz, 8 Edwards, 9 DiMartino, 10 Enyeart, 11 Nairn, 12 Wells, 13 Morgan, 14 Winters, 15 Fowlkes, 16 Washington, 17 Marshall, 18 Jones, 19 Leroux, 21 Parkhill, CT: DiCicco
Campionato mondiale femminile under 20 FIFA 20121 Heaberlin, 2 Pathman, 3 Roccaro, 4 Dunn, 5 Hayes, 6 Brian, 7 Ohai, 8 Johnston, 9 Ubogagu, 10 DiBernardo, 11 Wann, 12 Stengel, 13 Mewis, 14 Laddish, 15 Kallman, 16 Killion, 17 Schram, 18 Smith, 19 Amack, 20 Cobb, 21 Kranich, CT: Swanson